# Saint-Nicolas-du-Pélem
Saint-Nicolas-du-Pélem (bretonisch: Sant-Nicolaz-ar-Pelem) ist eine französische Gemeinde mit 1.536 Einwohnern (Stand: 1. Januar 2022) im Département Côtes-d’Armor in der Region Bretagne. Sie gehört zum Arrondissement Guingamp, zum Kanton Rostrenen und ist Mitglied des Kommunalverbandes Kreiz-Breizh.

## Geografie
Saint-Nicolas-du-Pélem liegt etwa 27 Kilometer südlich von Guingamp. Der Fluss Blavet begrenzt die Gemeinde im Westen, das Gemeindegebiet wird von seinem Zufluss Sulon durchquert, in den hier sein Zufluss Corlay einmündet.
Umgeben wird Saint-Nicolas-du-Pélem von den Nachbargemeinden Lanrivain im Nordwesten und Norden, Kerpert im Norden und Nordosten, Canihuel im Osten, Saint-Igeaux im Südosten und Süden, Sainte-Tréphine im Süden sowie Plounévez-Quintin im Südwesten und Westen.
Durch die Gemeinde führt die frühere Route nationale 790 (heutige D790).

## Geschichte
Bis 1836 hieß die Gemeinde noch Bothoa. 

### Bevölkerungsentwicklung
| Jahr                       | 1962 | 1968 | 1975 | 1982 | 1990 | 1999 | 2006 | 2012 | 2019 |
| Einwohner                  | 2191 | 2102 | 2106 | 2023 | 1922 | 1843 | 1821 | 1725 | 1594 |
| Quellen: Cassini und INSEE |      |      |      |      |      |      |      |      |      |

## Sehenswürdigkeiten
- Menhir von Le Rossil
- Kirche Saint-Pierre, ursprünglich die Kapelle Saint-Nicolas, seit 1926 Monument historique
- Kapelle Saint-Éloi, seit 1909 Monument historique
- Kapelle Notre-Dame in Le Ruellou, gotischer Bau, der Ende des 15., Anfang des 16. Jahrhunderts errichtet wurde
- Brunnen Le Daourit (auch Fontaine Saint-Nicolas), seit 1926 Monument historique
- Brunnen Saint-Éloi, seit 1926 Monument historique
- Schloss Le Pélem, 1622 erbaut, im 19. Jahrhundert umgebaut
- Reste der Befestigung Les Tourelles
- Ruinen des Herrenhauses von Beaucours aus dem 15. Jahrhundert
- Herrenhaus von Kerlévenez
- Mühle von Kermarc'h, Wassermühle aus dem 17. Jahrhundert, bis 1985 in Betrieb, seit 1987 Monument historique

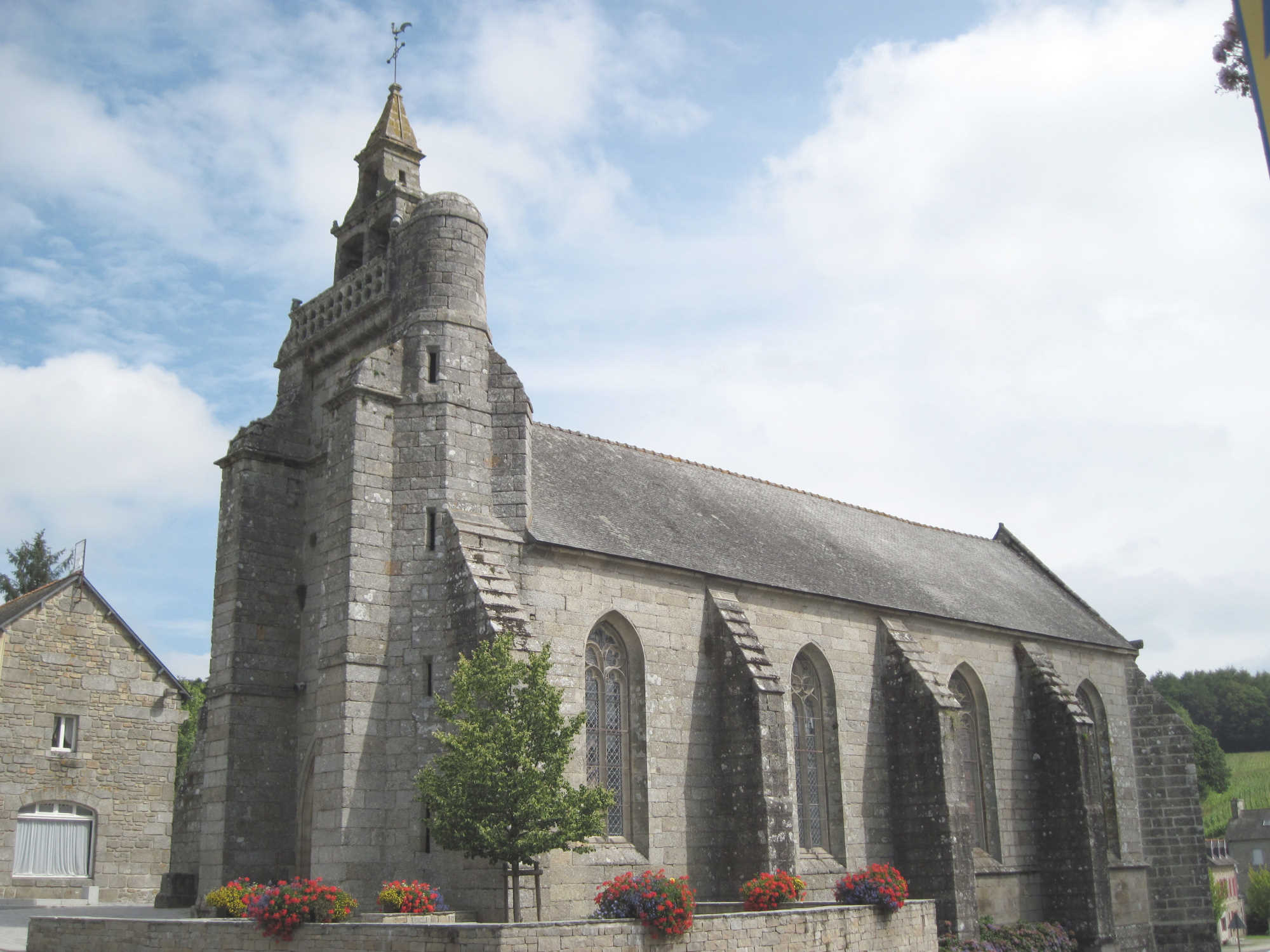
Kirche Saint-Pierre
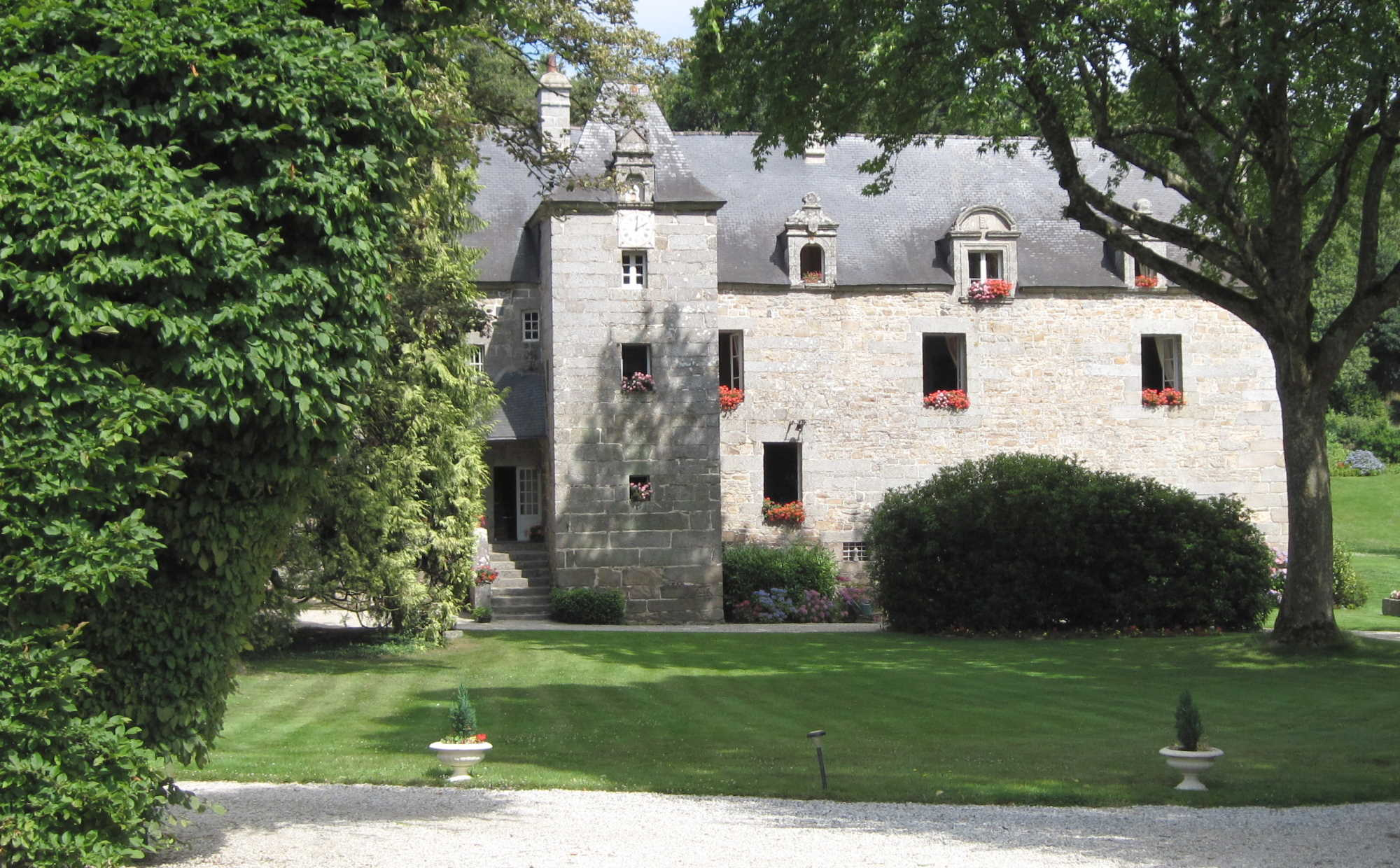
Schloss Le Pélem
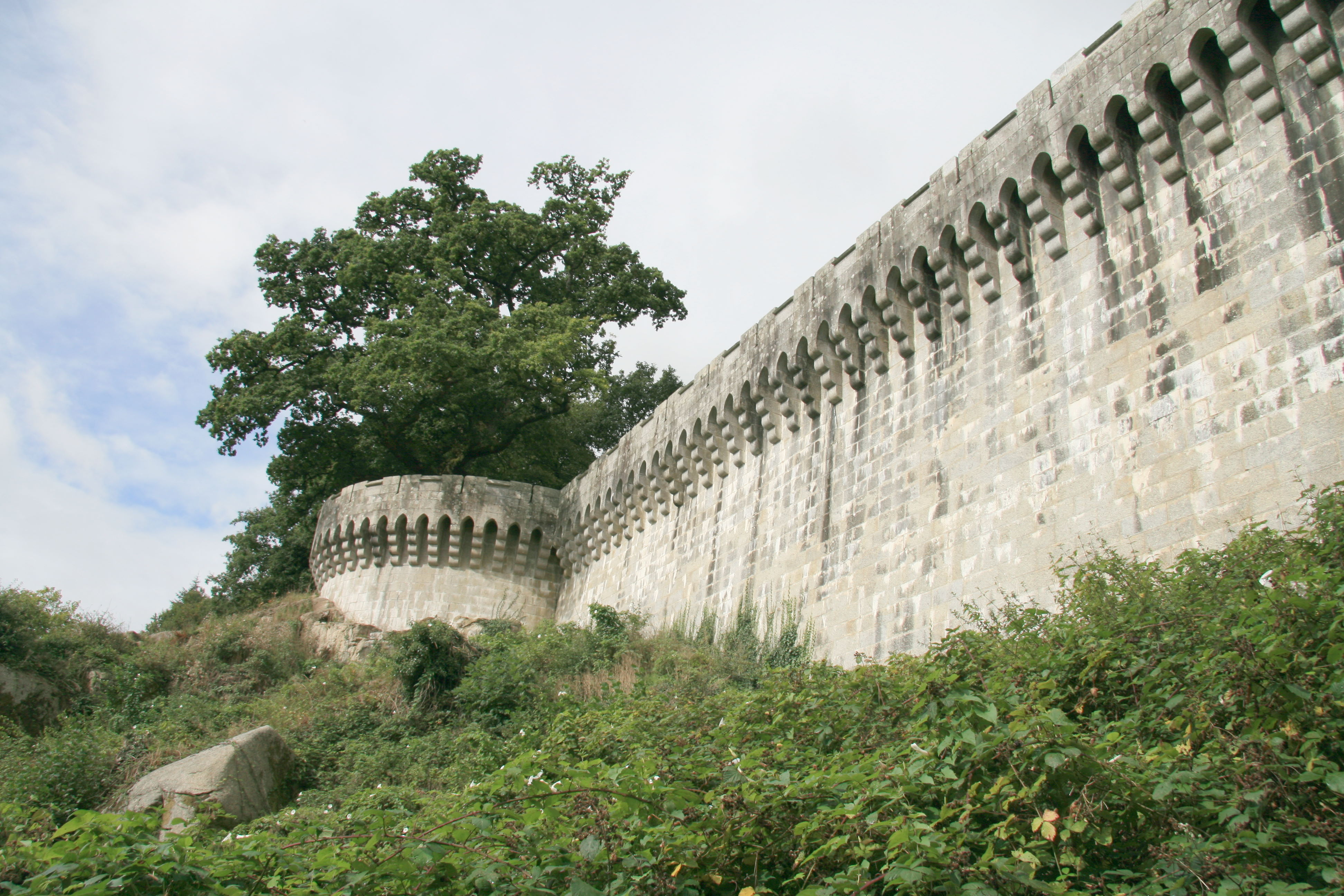
Reste der Befestigung von Les Tourelles
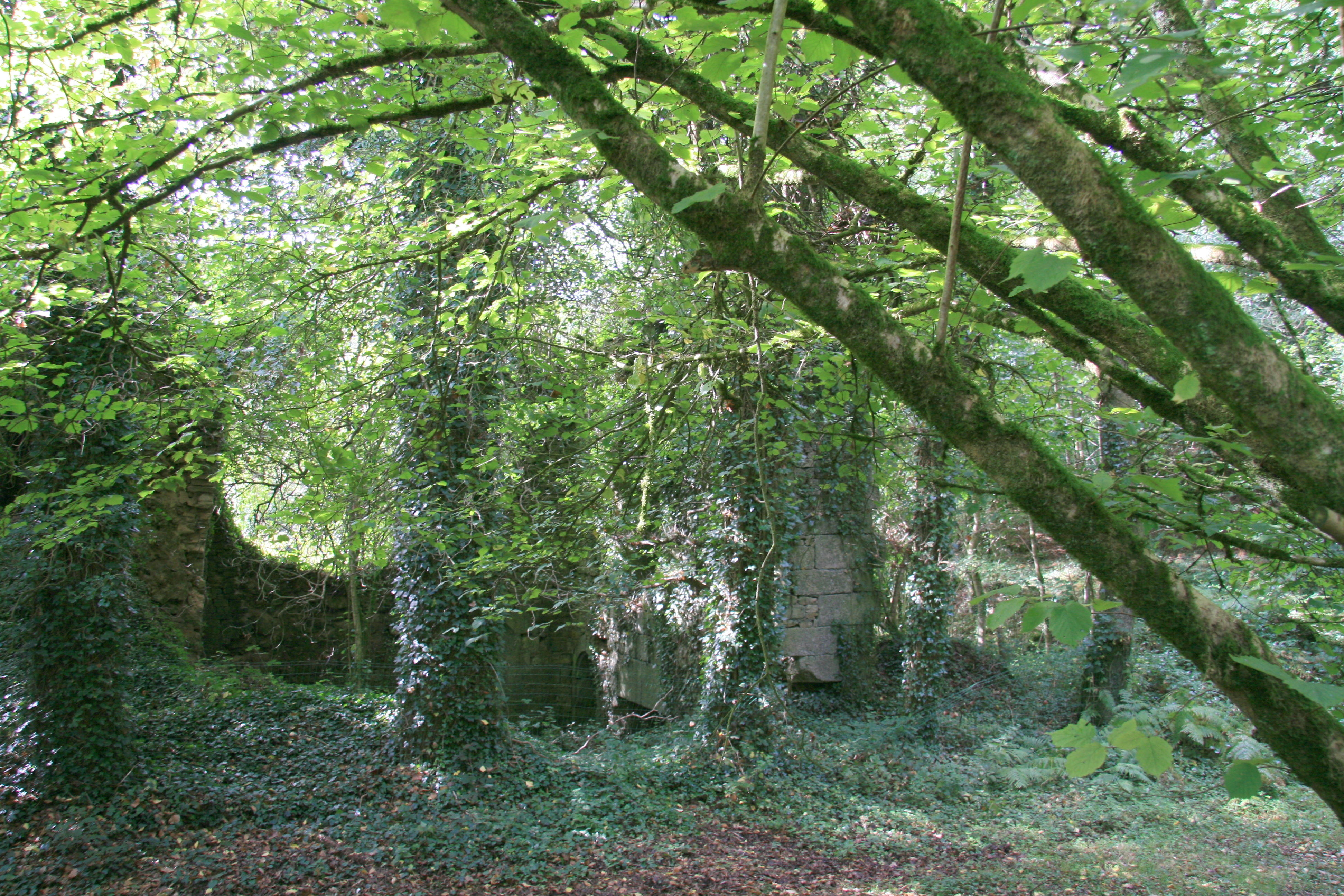
Reste des Herrenhauses von Beaucours

## Gemeindepartnerschaft
Mit der irischen Gemeinde Milltown im County Kerry besteht eine Partnerschaft.

## Persönlichkeiten
- Nikola II. Petrović-Njegoš (* 1944), Thronanwärter des Königshauses von Montenegro